# 閃電十一人3 挑戰世界！！
《閃電十一人3 世界的挑戰!!》是LEVEL-5所製作的閃電十一人系列之第三作，與前作一樣這次也採分成閃光版／炸彈版雙版本發行後來也有王牙版發行，三個版本也有些差異。這次在容量部份已經使用到目前DS卡帶最高的容量4Gbit(512mb)。

## 故事
在外星學園事件已結束的三個月後，名為Football Frontier International國際級水平足球拓展賽（簡稱FFI）的世界大賽即將要開始了，各個參賽國家都集結了最強的選手們組成代表隊參賽。因此響木正剛教練邀請了圓堂守等22名足球好手於雷門中學集合，最終選出包括圓堂在內的16人組成「閃電日本隊」代表日本參加世界大賽，同時響木推舉了久遠道也（原櫻校木國中教練（櫻少木中學）擔任日本代表隊的教練。作為閃電日本隊長的圓堂守，這次要面對的是來自世界各地足球頂尖好手的挑戰。

## 新系統
2→3 Super Link(2到3超級連接)
透過這個可使在《閃電十一人2 威脅的侵略者》中已加入的特定角色在《閃電十一人3 世界的挑戰!!》中出現。
必殺戰術
除了必殺技以外，新增了必殺戰術。p.s使用必殺技是消耗TP，使用必殺戰術則是消耗TTP。
射門連鎖（比賽進行時按下S）
在遠射進行時球的軌道範圍內，如果射門必殺技上面有Ｃ字標記的話，就能以此進行射門連鎖，提高進球的機會。
3→3 Super Link(3到3超級連接)
透過這個可使在 《閃電十一人3 世界的挑戰!!》中加入特定角色在《閃電十一人3 世界的挑戰 王牙!!》中出現。

## 主題曲
閃光版
- 片頭曲 - 歌：T-Pistonz+KMC
- 片尾曲 - 歌：Berryz工房

炸彈版
- 片頭曲 - 歌：T-Pistonz+KMC
- 片尾曲 - 歌：Berryz工房

王牙版
- 片頭曲 - 歌：T-Pistonz+KMC
- 片尾曲 - 歌：Berryz工房

## 外部連結
- （日語） 閃電十一人3 邁向世界的挑戰!! 閃光版／炸彈版／王牙版官方網站 （页面存档备份，存于）